# Podprefektura Oshima
Podprefektura Oshima (jap. 渡島総合振興局 Oshima-sōgō-shinkō-kyoku) – podprefektura w Japonii, na południowym krańcu wyspy Hokkaido. Podprefektura ma powierzchnię 3 937,45 km². W 2020 r. mieszkało w niej 380 158 osób, w 177 848 gospodarstwach domowych  (w 2010 r. 427 807 osób, w 185 016 gospodarstwach domowych) .
W Oshima znajduje się lotnisko Hakodate w mieście Hakodate, które jest również stolicą tej podprefektury.

## Podział administracyjny
W skład podprefektury wchodzą 2 większe miasta (shi) i 9 mniejszych (chō i machi).
| Nazwa                | Nazwa                    | Nazwa          | Powierzchnia (km²) | Ludność | Kod jednostki | Mapa |
| Polska nazwa         | Rōmaji                   | Kanji          | Powierzchnia (km²) | Ludność | Kod jednostki | Mapa |
| -------------------- | ------------------------ | -------------- | ------------------ | ------- | ------------- | ---- |
| Fukushima            | Fukushima-chō            | 福島町         | 187,25             | 3 794   | 01332         |      |
| Hakodate (stolica)   | Hakodate-shi             | 函館市         | 677,87             | 251 084 | 01202         |      |
| Hokuto               | Hokuto-shi               | 北斗市         | 397,44             | 44 302  | 01236         |      |
| Kikonai              | Kikonai-chō              | 木古内町       | 221,87             | 3 832   | 01334         |      |
| Matsumae             | Matsumae-chō             | 松前町         | 293,25             | 6 260   | 01331         |      |
| Mori                 | Mori-machi               | 森町           | 368,79             | 14 338  | 01345         |      |
| Nanae                | Nanae-chō                | 七飯町         | 216,75             | 27 686  | 01337         |      |
| Oshamambe            | Oshamambe-chō            | 長万部町       | 310,76             | 5 109   | 01347         |      |
| Shikabe              | Shikabe-chō              | 鹿部町         | 110,63             | 3 760   | 01343         |      |
| Shiriuchi            | Shiriuchi-chō            | 知内町         | 196,75             | 4 167   | 01333         |      |
| Yakumo               | Yakumo-chō               | 八雲町         | 956,08             | 15 826  | 01346         |      |
| Podprefektura Oshima | Oshima-sōgō-shinkō-kyoku | 渡島総合振興局 | 3 937,45           | 380 158 | 01330         |      |